# Albit

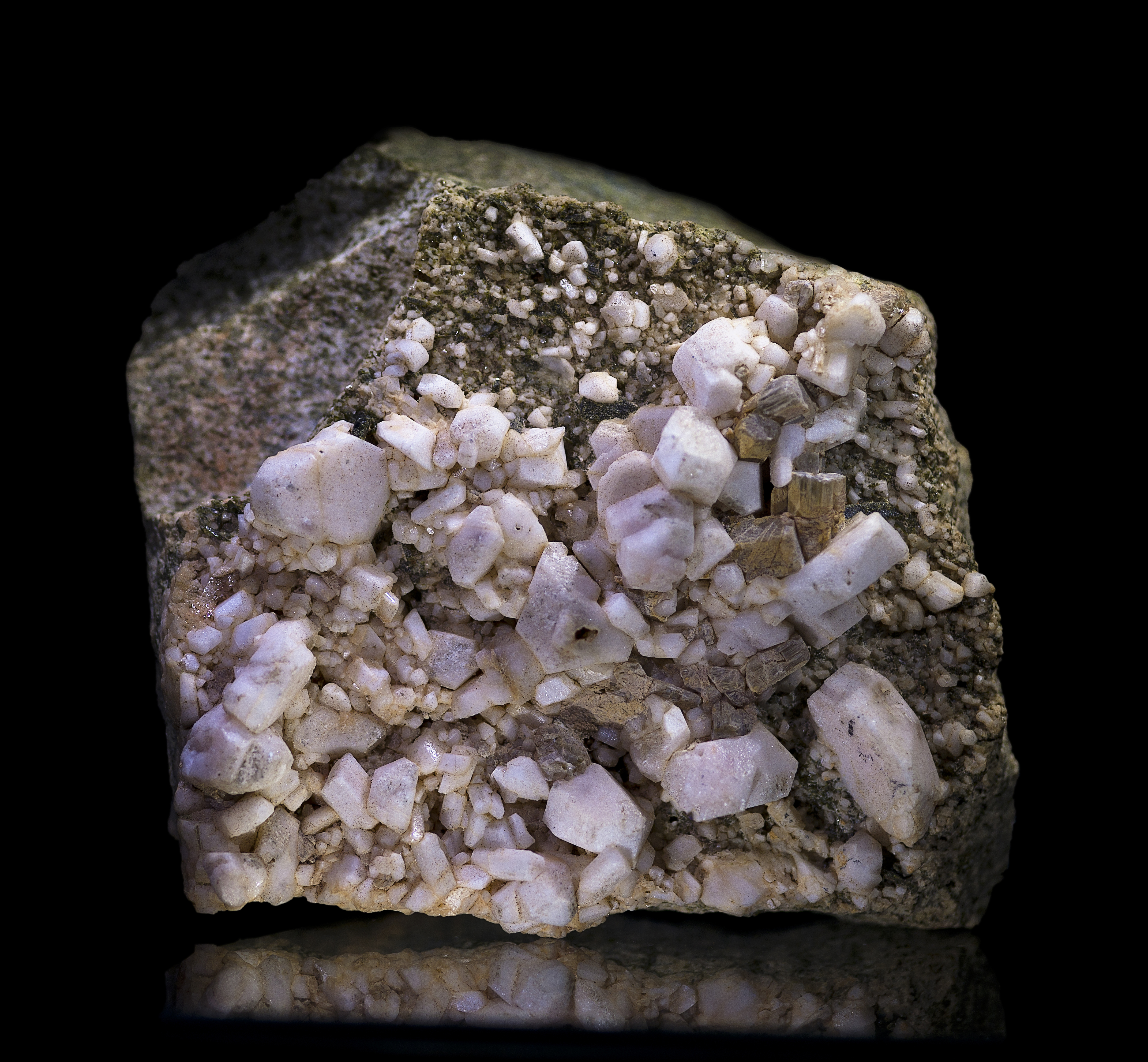
Albit

Albit är ett alkalint fältspatmineral. Albit är det mest natriumrika mineralet bland plagioklasseriens fasta lösningar och innehåller mindre än 10 procent anortit. Ren albit har den kemiska sammansättningen NaAlSi3O8.

## Egenskaper
Som kristall har albit en triklin pinakoid symmetri. Albit har en relativ densitet på 2,62 och en hårdhet på 6–6,5. Kristallen är oftast uppbyggd med tvillingbildning som visar sig i form av små, parallella strieringar på kristallytan.

## Förekomst
Albit förekommer ofta som fina, parallella lameller tillsammans med rosa mikroklin i pertit, en avbladning som uppstår vid nedkylning. Albit förekommer även i granit, pegmatit och i avsättningar från hydrotermiska flöden.
Albit är huvudsaklig beståndsdel i mineralet albitit, som tillsammans med basiska djupbergarter uppträder som en finkornig syenitbergart ofta förenad med kvarts och muskovit. I Kalifornien är denna ibland guldförande.
Albit inrapporterades först gången i Sverige 1815. Sitt namn har mineralen fått av latinets albus på grund av sin vita färg.